# John H. Boyd
John Huggins Boyd (* 31. Juli 1799 in Salem, New York; † 2. Juli 1868 in Whitehall, New York) war ein US-amerikanischer Jurist und Politiker. Zwischen 1851 und 1853 vertrat er den Bundesstaat New York im US-Repräsentantenhaus.

## Werdegang
John Huggins Boyd wuchs in Salem auf. In dieser Zeit besuchte er Gemeinschaftsschulen und graduierte 1818 an der Washington Academy in Salem. Er studierte Jura. Seine Zulassung als Anwalt erhielt er 1823 und begann dann in Salem zu praktizieren, zog aber kurz danach nach Whitehall. Man wählte ihn 1828 zum Friedensrichter – eine Stellung, die er viele Jahre lang innehatte. 1840 saß er in der New York State Assembly. Er war in den Jahren 1845, 1848 und 1849 Supervisor in Whitehall. Politisch gehörte er der Whig Party an.
Bei den Kongresswahlen des Jahres 1850 für den 32. Kongress wurde er im 14. Wahlbezirk von New York in das US-Repräsentantenhaus in Washington, D.C. gewählt, wo er am 4. März 1851 die Nachfolge von George R. Andrews antrat. Er schied nach dem 3. März 1853 aus dem Kongress aus.
Zwischen 1857 und 1859 war er Vormundschafts- und Nachlassrichter (special surrogate) im Washington County. Man wählte ihn zum Präsidenten der Village. Er ging seiner Tätigkeit als Anwalt nach. Am 2. Juli 1868 starb er in Whitehall. Sein Leichnam wurde auf dem Evergreen Cemetery in Salem beigesetzt.